# World Poker Tour (1.ª temporada)
A primeira temporada da World Poker Tour (WPT) foi disputada entre os anos de 2002 e 2003 com onze eventos.

## Resultados

### Five Diamond World Poker Classic
- Cassino: Bellagio, Las Vegas [1]
- Buy-in: $10,000
- Duração do evento: 27 de maio a 1 de junho de 2002
- Número de participantes: 146
- Premiação total: $1,416,200
- Número de premiados: 18

| Mesa final | Mesa final    | Mesa final |
| Pos.       | Nome          | Prêmio     |
| ---------- | ------------- | ---------- |
| 1º         | Gus Hansen    | $556,460   |
| 2º         | John Juanda   | $278,240   |
| 3º         | Freddy Deeb   | $139,120   |
| 4º         | John Hennigan | $83,472    |
| 5º         | Chris Bigler  | $62,604    |
| 6º         | Scotty Nguyen | $48,692    |

### Legends of Poker
- Cassino: Bicycle Cassino, Los Angeles [1]
- Buy-in: $5,000
- Duração do evento: 30 a 31 de agosto de 2002
- Número de participantes: 134
- Premiação total: $670,000
- Número de premiados: 9
- Mão vencedora: Q-Q

| Mesa final | Mesa final         | Mesa final |
| Pos.       | Nome               | Prêmio     |
| ---------- | ------------------ | ---------- |
| 1º         | Chris Karagulleyan | $258,000   |
| 2º         | Hon Le             | $122,550   |
| 3º         | Stan Goldstein     | $61,270    |
| 4º         | Mark Seif          | $38,700    |
| 5º         | Can Kim Hua        | $29,025    |
| 6º         | Kathy Liebert      | $22,575    |

### Costa Rica Classic
- Cassino: Cassinos Europa, San José [1]
- Buy-in: $500 w/ $500 Re-buys
- Duração do evento: 19 de outubro de 2002
- Número de participantes: 134
- Premiação total: $234,858
- Número de premiados: 10

| Mesa final | Mesa final       | Mesa final |
| Pos.       | Nome             | Prêmio     |
| ---------- | ---------------- | ---------- |
| 1º         | Jose Rosenkrantz | $108,730   |
| 2º         | Jamie Ligator    | $45,000    |
| 3º         | Luis Milanes     | $25,120    |
| 4º         | Dewey Tomko      | $14,650    |
| 5º         | Jamie Anteneloff | $11,510    |
| 6º         | R.A. Head        | $9,420     |

### Gold Rush
- Cassino: Lucky Chances Cassino, Colma [1]
- Buy-in: $3,000
- Duração do evento: 10 a 11 de novembro de 2002
- Número de participantes: 152
- Premiação total: $456,000
- Número de premiados: 18

| Mesa final | Mesa final         | Mesa final |
| Pos.       | Nome               | Prêmio     |
| ---------- | ------------------ | ---------- |
| 1º         | Paul Darden        | $146,000   |
| 2º         | Chris Bigler       | $88,000    |
| 3º         | Antonio Esfandiari | $44,000    |
| 4º         | Phil Hellmuth      | $34,000    |
| 5º         | Vince Burgio       | $26,000    |
| 6º         | Tommy Garza        | $21,000    |

### World Poker Finals
- Cassino: Foxwoods Cassino [1]
- Buy-in: $10,000
- Duração do evento: 14 a 17 de novembro de 2002
- Número de participantes: 89
- Premiação total: $915,000
- Número de premiados: 10

| Mesa final | Mesa final     | Mesa final |
| Pos.       | Nome           | Prêmio     |
| ---------- | -------------- | ---------- |
| 1º         | Howard Lederer | $320,400   |
| 2º         | Layne Flack    | $186,900   |
| 3º         | Andy Bloch     | $102,350   |
| 4º         | Phil Ivey      | $75,650    |
| 5º         | Peter Giordano | $57,850    |
| 6º         | Ron Rose       | $44,500    |

### World Poker Open
- Cassino: Binion's Horseshoe, Tunica [1]
- Buy-in: $10,000
- Duração do evento: 28 a 31 de janeiro de 2003
- Número de participantes: 160
- Premiação total: $1,600,000
- Número de premiados: 27
- Mão vencedora: 6-5

| Mesa final | Mesa final       | Mesa final |
| Pos.       | Nome             | Prêmio     |
| ---------- | ---------------- | ---------- |
| 1º         | Dave Ulliott     | $589,175   |
| 2º         | Phil Ivey        | $290,130   |
| 3º         | Johnny Donaldson | $145,065   |
| 4º         | Buddy Williams   | $91,620    |
| 5º         | Jeremy Tinsley   | $68,715    |
| 6º         | Tommy Grimes     | $53,445    |

### Euro Finals of Poker
- Cassino: Aviation Club de France, Paris [1]
- Buy-in: €10,000 ($10,790)
- Duração do evento: 12 a 15 de fevereiro de 2003
- Número de participantes: 86
- Premiação total: €831,000 ($894,510)
- Número de premiados: 9

| Mesa final | Mesa final         | Mesa final          |
| Pos.       | Nome               | Prêmio              |
| ---------- | ------------------ | ------------------- |
| 1º         | Christer Johansson | €500,000 ($538,213) |
| 2º         | Claude Cohen       | €160,000 ($172,228) |
| 3º         | Allen Cunningham   | €80,000 ($86,114)   |
| 4º         | Jacques Durand     | €32,000 ($34,446)   |
| 5º         | Tony G             | €16,000 ($17,223)   |
| 6º         | Alain Hagege       | €13,000 ($13,994)   |

### L.A. Poker Classic
- Cassino: Commerce Cassino, Los Angeles [1]
- Buy-in: $10,000
- Duração do evento: 21 a 24 de fevereiro de 2003
- Número de participantes: 136
- Premiação total: $1,360,000
- Número de premiados: 20

| Mesa final | Mesa final      | Mesa final |
| Pos.       | Nome            | Prêmio     |
| ---------- | --------------- | ---------- |
| 1º         | Gus Hansen      | $532,490   |
| 2º         | Daniel Rentzer  | $253,595   |
| 3º         | Andy Bloch      | $125,460   |
| 4º         | David Pham      | $80,080    |
| 5º         | Steven Shkolnik | $53,390    |
| 6º         | Bob Stupak      | $46,715    |

### Party Poker Million
- Buy-in: $5,300 [1]
- Duração do evento: 6 de março de 2003
- Número de participantes: 177
- Premiação total: $1,013,800
- Número de premiados: 9

| Mesa final | Mesa final       | Mesa final |
| Pos.       | Nome             | Prêmio     |
| ---------- | ---------------- | ---------- |
| 1º         | Howard Lederer   | $289,150   |
| 2º         | Chip Jett        | $175,900   |
| 3º         | Joe Simpkins     | $105,540   |
| 4º         | Maureen Feduniak | $79,155    |
| 5º         | Tim Lark         | $52,770    |
| 6º         | Daniel Coupal    | $43,975    |

### World Poker Challenge
- Cassino: Reno Hilton, Reno [1]
- Buy-in: $5,000
- Duração do evento: 31 de março a 2 de abril de 2003
- Número de participantes: 87
- Premiação total: $421,746
- Número de premiados: 9

| Mesa final | Mesa final    | Mesa final |
| Pos.       | Nome          | Prêmio     |
| ---------- | ------------- | ---------- |
| 1º         | Ron Rose      | $168,298   |
| 2º         | Cal Dykes     | $96,772    |
| 3º         | Tony Le       | $50,490    |
| 4º         | Paul Magriel  | $29,452    |
| 5º         | Mark Edwards  | $23,140    |
| 6º         | T.J. Cloutier | $18,934    |

### WPT Championship
- Cassino: Bellagio, Las Vegas [1]
- Buy-in: $25,000
- Duração do evento: 14 a 18 de abril de 2003
- Número de participantes: 111
- Premiação total: $2,691,750
- Número de premiados: 28

| Mesa final | Mesa final       | Mesa final |
| Pos.       | Nome             | Prêmio     |
| ---------- | ---------------- | ---------- |
| 1º         | Alan Goehring    | $1,011,886 |
| 2º         | Kirill Gerasimov | $506,625   |
| 3º         | Phil Ivey        | $253,313   |
| 4º         | Doyle Brunson    | $159,987   |
| 5º         | Ted Forrest      | $119,990   |
| 6º         | James Hoeppner   | $93,326    |